# Chelymorpha aculeata
Chelymorpha aculeata es un insecto coleóptero de la familia Chrysomelidae.
Fue descrita científicamente en 2000 por Borowiec.